# 伊茲密特灣

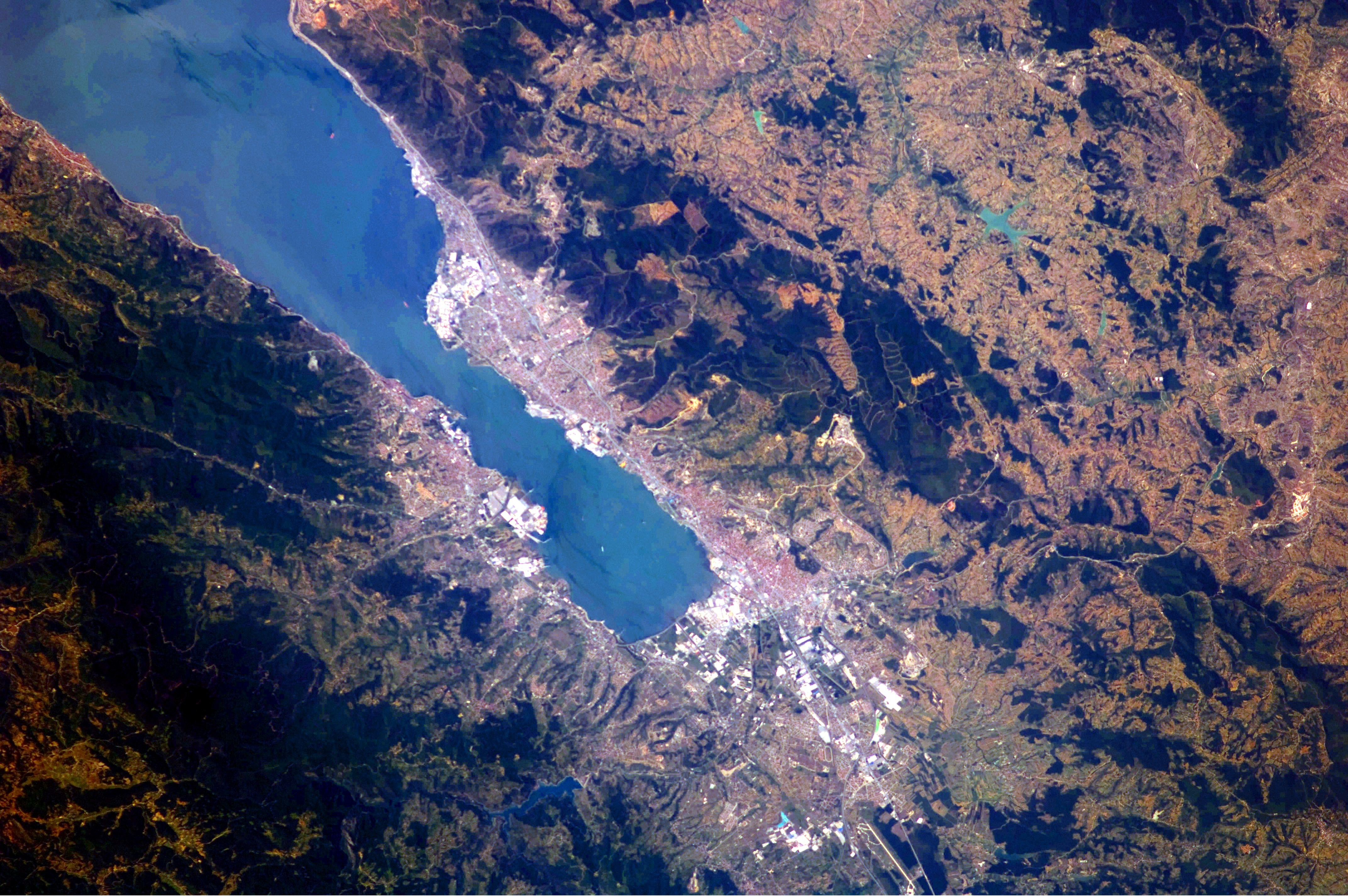
伊茲密特灣

伊茲密特灣（土耳其語：İzmit Körfezi）古代稱為阿斯塔科斯灣、奧爾比亞努斯灣或是尼科米底亞灣，其位於現今土耳其的科贾埃利省，是马尔马拉海最東端的海灣 。
今日的海灣之名源自灣岸旁的都市伊兹密特，除了伊兹密特以外，海灣周圍尚林立著蓋布澤、克爾費茲、格爾居克、與阿爾特諾瓦等城鎮。伊茲密特灣由東至西長度約為48公里，海灣南北的間距不等，其最窄處相隔約2到3公里，最寬處則長約10公里。於2016年完工的奧斯曼加齊大橋橫跨伊兹密特灣，這座悬索桥通車後海灣兩側的交通往來更加便捷。